# Doxa Sinistra
Doxa Sinistra was een Nederlandse muziekgroep uit de jaren 80. De groep maakte elektronische new wave.
De groep bestaat deels uit leden van Ende Shneafliet. De debuutcassette Via Del Latte werd in 1982 uitgegeven door het label Trumpett en was verpakt in een melkpak. De cassette Conveyer-Belt werd in 1985 behalve door Trumpett ook uitgegeven door het Italiaanse cassettelabel ADN. Vanaf 1999 bracht Trumpett enkele cd's van de groep uit met oud en niet uitgebracht materiaal, onder andere uit 1988. In het tweede decennium van de 21ste eeuw bracht Enfant Terrible enkele vinylplaten uit van de groep.

## Leden
- Brian Dommisse,
- Hanjo Erkamp,
- Jan Popma,
- Ruud Kluivers